# Vinton Hayworth
Vinton Hayworth, noto anche con lo pseudonimo di Jack Arnold o Vincent Haworth (Washington, 4 giugno 1906 – Van Nuys, 21 maggio 1970), è stato un attore statunitense.
Era zio delle attrici Rita Hayworth e (per matrimonio) Ginger Rogers.

## Filmografia parziale

### Cinema
- Without Orders, regia di Lew Landers (1936)
- Danger Patrol, regia di Lew Landers (1937)
- Una donna in gabbia (Hitting a New High), regia di Raoul Walsh (1937)
- China Passage, regia di Edward Killy (1937)
- Enemy Agent, regia di Lew Landers (1940)
- La ragazza che ho lasciato (The Girl He Left Behind), regia di David Butler (1956)
- Il tesoro del santo (The Confession), regia di William Dieterle (1964)

### Televisione
- Lights Out – serie TV, episodi 2x09-2x28-3x22 (1949-1951)
- The Philco Television Playhouse – serie TV, 10 episodi (1950-1952)
- Alfred Hitchcock presenta (Alfred Hitchcock Presents) – serie TV, 4 episodi (1956-1957)
- Panico (Panic!) – serie TV, episodio 1x08 (1957)
- Zorro – serie TV, 13 episodi (1958)
- The Chevy Mystery Show – serie TV, episodio 1x11 (1960)
- Perry Mason – serie TV, 3 episodi (1960-1962)
- Lawman – serie TV, 10 episodi (1959-1962)
- Corruptors (Target: The Corruptors) – serie TV, episodio 1x26 (1962)
- G.E. True – serie TV, episodi 1x13-1x22 (1962-1963)
- Laramie – serie TV, 5 episodi (1960-1963)
- Dakota (The Dakotas) – serie TV, episodio 1x19 (1963)
- Sotto accusa (Arrest and Trial) – serie TV, episodi 1x22-1x29 (1964)
- Gunsmoke – serie TV, 3 episodi (1956-1964)
- Hazel – serie TV, 6 episodi (1961-1965)
- Strega per amore (I Dream of Jeannie) – serie TV, 20 episodi (1968-1970)